# Nervesa della Battaglia
Nervesa della Battaglia – miejscowość i gmina we Włoszech, w regionie Wenecja Euganejska, w prowincji Treviso.
Według danych na rok 2004 gminę zamieszkiwały 6653 osoby, 190,1 os./km².